# 31065 Beishizhang
31065 Beishizhang este un asteroid din centura principală de asteroizi.

## Descriere
31065 Beishizhang este un asteroid din centura principală de asteroizi. A fost descoperit pe 10 octombrie 1996 la Xinglong în cadrul programului Beijing Schmidt CCD Asteroid Program. Asteroidul prezintă o orbită caracterizată de o semiaxă mare de 2,78 ua, o excentricitate de 0,08 și o înclinație de 4,2° în raport cu ecliptica.